# Neon Trees
Neon Trees es una banda de rock alternativo de Provo, en el estado de Utah, con orígenes de Temecula, California. Fue formada inicialmente por los vecinos Tyler Glenn (voz, piano) y Chris Allen (guitarra), eventualmente agregando a Branden Campbell (bajista, voz) y Elaine Bradley (batería, percusión, voz). A pesar de ser una banda bien conocida en Provo, la banda ha recibido una exposición en todo el país a finales de 2008 cuando fueron elegidos como teloneros de varias fechas de giras de The Killers. Poco después, la banda firmó con la discográfica Mercury Records y lanzó sú primer álbum entero, Habits, en 2010. Su primer sencillo "Animal" subió al número 22 en Billboard Hot 100 y número uno en Alternative Rock Chart.

## Biografía
La banda comenzó tocando bajo el nombre de Neon Trees a finales de 2005 con los cinco miembros originales actuales. El nombre de la banda viene de los árboles de neón del cartel del restaurante de comida rápida In-N-Out Burger en California. La banda se volvió conocida en todo Provo y Salt Lake.
Lanzaron un EP llamado Becoming Different People en 2006 durante el tiempo de su primer tour en California. El EP presentaba canciones como "Snap the Flash", "Sister Stereo", "Modern Romantics". También grabaron otras canciones sin lanzar durante "Treehouse Sessiones" en 2006.
La formación de la banda pronto se vio reducida a cuatro miembros con Branden Campbell y Elaine Bradley uniéndose a la banda con bajo y batería respectivamente. En 2008, el batero de The Killers, Ronnie Vannucci Jr., escuchó a la banda tocar. Vannucci había estado en una banda llamada Attaboy Skip con el bajista de Neon Trees Branden Campbell. Más tarde los ayudó a firmar con el sello discográfico Mercury Records, qué fue anunciado a fines de 2008. Además, la banda fue votada como Banda del Año en 2009 por City Weekly, una publicación popular en Salt Lake City.
A pesar de que tuvieron varias versiones independientes, la banda lanzó su álbum debut en Mercury/Def Jam Habits, el 16 de marzo de 2010. "1983" fue elegido como el principal sencillo y poco después se presentó como el Sencillo Gratis de la Semana en iTunes en marzo de 2010. Presentaron la canción en Jimmy Kimmel Live el 23 de marzo de 2010, y The Tonight Show con Jay Leno el 14 de mayo de 2010 y Lopez Tonight el 30 de septiembre de 2010. Mark Hoppus de Blink-182 seleccionó Animal como su Elección de la Semana. La canción también ha sido presentada en un comercial para Las Vegas y remixado por el DJ Kaskade. La banda ha también lanzado un EP digital de cuatro remixes de la canción, uno por Tyler Glenn.
En 2010 la banda hizo un cover del éxito de Justin Bieber, "Baby". A lo largo de la primavera de 2010 la banda, junto con Mutemath y Street Drum Corps, abrieron para 30 Seconds to Mars en su gira Into The Wild. Posteriormente, encabezaron Bang The Gong Tour con Paper Tongues y Civil Twilight, se presentaron ante 7000 personas en Lollapalooza, y se dirigen a salir de gira con 30 Seconds to Mars en otoño.
Un nuevo sencillo se dio a conocer como "Everbody Talks" formando parte del nuevo álbum Picture Show, alcanzando el número 6 en Billboard Songs. El 10 de enero Neon Trees anunció tercer álbum de estudio. El álbum llamado Pop Psychology fue lanzado el 22 de abril de 2014. El primer sencillo del Pop Psychology se titula "Sleeping with a Friend", disponible en formato de descarga digital. La banda interpretó el sencillo en The Tonight Show with Jay Leno el 22 de enero de 2014.

## Miembros de la banda
- Tyler Glenn – vocalista, piano, sintetizador (2005–presente)
- Christopher Allen – guitarra, corista (2005–presente)
- Branden Campbell – bajo, corista (2006–presente)
- Elaine Bradley – batería, percusión, corista (2006–presente)[10]

## Discografía

### Álbumes de estudio
- Habits (2010)
- Picture Show (2012)
- Pop Psychology (2014)
- I Can Feel You Forgetting Me (2020)
- Sink Your Teeth (2024)

### EP
- Start a Fire (2009)